# Heliconius flavissima
Heliconius flavissima är en fjärilsart som beskrevs av Holzinger 1968. Heliconius flavissima ingår i släktet Heliconius och familjen praktfjärilar. Inga underarter finns listade i Catalogue of Life.